# Filozoa
Zu der Gruppe der Filozoa gehören die Tiere (Metazoa) und ihre nähere Verwandtschaft, die mikroskopisch kleinen Kragengeißeltierchen (Choanoflagellata) und Filasterea.  Die Zellen der Filozoa können eine bestimmte Form von Zellausläufern bilden, die als eine gesonderte Variante der Filopodien angesehen wird.

## Begriff
Zwischen den Jahren 1991 und 1994 bestimmte die Biologin Susan M. Tong die Protisten in Wasserproben aus dem südenglischen Meeresarm Southampton Water. Unter den zahlreichen Einzellern konnte sie fünf Arten ausmachen, die vorher noch niemals beschrieben worden waren. Eine davon nannte sie Ministeria vibrans. Etwa ein Jahrzehnt später untersuchte eine dreiköpfige Arbeitsgruppe um die Biologin Lynn A. Hertel eine Immunabwehr von Biomphalaria glabrata, einer südamerikanischen Süßwasserschnecke aus der Gruppe der posthornähnlichen Tellerschnecken. Die Arbeitsgruppe entdeckte im Schneckeninneren einen bisher unbekannten einzelligen Symbionten. Er erhielt den Namen Capsaspora owczarzaki.
Die beiden Organismen wurden in eine phylogenetischen Studie aufgenommen, die Sequenzen von 78 ausgewählten Strukturgenen aus 26 Einzellern und vier Tieren verglich. Die Ergebnisse wurden im Jahr 2008 veröffentlicht von einer Arbeitsgruppe um den Biologen Kamran Shalchian-Tabrizi. Es stellte sich erstens heraus, dass Ministeria vibrans und Capsaspora owczarzaki sehr eng miteinander verwandt sind. Sie bilden eine gemeinsame Klade. Zweitens konnte gezeigt werden, dass die beiden Einzeller das Schwestertaxon zu den sogenannten Choanozoa darstellen. Jene Gruppe umfasst die Tiere und die Kragengeißeltierchen.
Die Klade aus den zwei Einzellern wurde mit dem Wort „Filasterea“ betitelt. Der Titel nahm Bezug auf die zahlreichen fadenartigen, filamentösen Ausstülpungen ihrer Zellen. Gleichzeitig erhielt die zusammenfassende Gruppe aus Filasterea und Choanozoa den Namen „Filozoa.“

## Merkmal
Es wird angenommen, dass ein gemeinsames Merkmal aller Filozoa in bestimmten Zellausläufern besteht. Solche sogenannten Filopodien erhalten ihre Form durch Mikrofilamente in ihrem Inneren. Die Filamente bestehen aus zehn bis dreißig nebeneinander geordneten Strängen des Strukturproteins Aktin. Die Filopodien der Filozoa erscheinen stets fadenartig dünn und unverzweigt. Sie besitzen auf ihrer gesamten Länge die gleiche Dicke und verjüngen sich an der Spitze nicht. Für derartige Filopodien ist die Bezeichnung „Filodigiti“ vorgeschlagen worden. Auffällig viele der Filopodien werden von den Filasterea-Arten Ministeria vibrans und Capsaspora owczarzaki ausgestülpt. Die Zellausläufer werden aber genauso bei den Kragengeißeltierchen und ebenfalls an tierischen Zelltypen beobachtet. Es handelt sich um ein mikroskopisch sichtbares Merkmal, das sich die Tiere mit ihren nächsten Verwandten teilen.

## Systematik
| Äußere Systematik der Filozoa                                                           |
| - Opisthokonta - Nucletmycea - Rotosphaerida - Fungi - Holozoa - Teretosporea - Filozoa |

|           | Filasterea                                                   |
|           |                                                              |
| Choanozoa | \| \| Choanoflagellata \| \| \| \| \| \| Metazoa \| \| \| \| |
|           | \| \| Choanoflagellata \| \| \| \| \| \| Metazoa \| \| \| \| |
|           | Choanoflagellata                                             |
|           |                                                              |
|           | Metazoa                                                      |
|           |                                                              |

|  | Choanoflagellata |
|  |                  |
|  | Metazoa          |
|  |                  |

|           | Filasterea                                                   |
|           |                                                              |
| Choanozoa | \| \| Choanoflagellata \| \| \| \| \| \| Metazoa \| \| \| \| |
|           | \| \| Choanoflagellata \| \| \| \| \| \| Metazoa \| \| \| \| |
|           | Choanoflagellata                                             |
|           |                                                              |
|           | Metazoa                                                      |
|           |                                                              |

|  | Choanoflagellata |
|  |                  |
|  | Metazoa          |
|  |                  |

Die nähere Verwandtschaft der Filozoa gehört in die Klade der Schubgeißler (Opisthokonta). Wenn die Zellen dieser Organismen begeißelt sind, tragen sie stets bloß eine einzige Geißel am hinteren Zellpol. Der Schlag der Geißel sorgt für Vortrieb. Die Schubgeißler gliedern sich weiter in die Nucletmycea und die Holozoa. Zu den ersteren gehören die Pilze (Fungi) sowie ihre einzelligen Verwandten. Innerhalb der Holozoa bilden dann die Teretosporea das erste Taxon. Zu ihnen zählen Organismen, die häufig als Einzeller oder in kleinen Zellkolonien leben. Das zweite Taxon der Holozoa stellen die Filozoa. Sie teilen sich in Filasterea und Choanozoa. Zur letztgenannten Gruppe zählen neben den Kragengeißeltierchen (Choanoflagellata) auch die Tiere (Metazoa). Tiere sind also Filozoa.